# Carolin Simon
Carolin Simon (Kassel, 1992. november 24. –) német válogatott női labdarúgó, jelenleg a Bayern München játékosa.

## Pályafutása

### Klubcsapatban
Az Eintracht Baunatal csapatában nevelkedett, majd 2008-ban a harmadosztályú TSV Jahn Calden játékosa lett és innen került egy év múlva a Hamburger SV-hez. 2012 nyarán az élvonalbeli VfL Wolfsburg játékosa lett, de a második csapatban számítottak rá. 2013 januárjában közös megegyezéssel felbontották a szerződést és aláírt a Bayer Leverkusen csapatához. 2016 nyarán lejárt a klubbal kötött szerződése és nem hosszabbította meg, hanem aláírt az SC Freiburg együtteséhez. 2018. július 1-jétől a francia Lyon játékosa lett.
2019. augusztus 8-án aláírt a Bayern München csapatához 2022. június 30-ig.

### A válogatott
Részt vett a 2008-as és a 2009-es U17-es női labdarúgó-Európa-bajnokságon, ahol mindkét tornát megnyerték. A 2008-as U17-es női labdarúgó-világbajnokságon bronzérmesek lettek. A német U19-es válogatottal részt vett a 2011-es U19-es női labdarúgó-Európa-bajnokságon, aranyérmesek lettek. A 2012-es U20-as női labdarúgó-világbajnokságon pedig ezüstérmet értek el. A felnőtt válogatott tagjaként részt vett a Hollandiában megrendezett 2017-es női labdarúgó-Európa-bajnokságon.

## Statisztika

### Válogatott góljai
2019. május 30-án frissítve.
| #  | Időpont             | Helyszín                | Ellenfél | Gólok | Eredmény | Kiírás                                          |
| -- | ------------------- | ----------------------- | -------- | ----- | -------- | ----------------------------------------------- |
| 1. | 2018. szeptember 4. | Tórshavn, Feröer        | Feröer   | 4–0   | 8–0      | 2019-es női labdarúgó-világbajnokság selejtezők |
| 2. | 2018. szeptember 4. | Tórshavn, Feröer        | Feröer   | 7–0   | 8–0      | 2019-es női labdarúgó-világbajnokság selejtezők |
| 3. | 2019. május 30.     | Regensburg, Németország | Chile    | 2–0   | 2–0      | Barátságos mérkőzés                             |

## Sikerei, díjai

### Klub
- Olympique Lyonnais:
  - Francia bajnok: 2018–19
  - Francia kupagyőztes: 2018–19
  - UEFA Női Bajnokok Ligája győztes: 2018–19
- Bayern München
  - Bundesliga: 2020–21

### Válogatott
- Németország U17
  - U17-es női labdarúgó-Európa-bajnokság: 2008, 2009
- Németország U19
  - U19-es női labdarúgó-Európa-bajnokság: 2011